# Regiunea Minsk
Regiunea Minsk (belarusă :  Мі́нская во́бласць) este o regiune situată în centrul Belarusului. Capitala provinciei este orașul Minsk, dar orașul nu face parte din această regiune, fiind o unitate administrativă separată.